# Triuncidia eupalusalis
Triuncidia eupalusalis är en fjärilsart som beskrevs av Walker 1859. Triuncidia eupalusalis ingår i släktet Triuncidia och familjen Crambidae. Inga underarter finns listade i Catalogue of Life.